# Општина Тополог (Тулћа)
Тополог (рум. Topolog) општина је у Румунији у округу Тулћа.
Oпштина се налази на надморској висини од 228 m.